# Триптофаніл-тРНК-синтаза
WARS (англ. Tryptophanyl-tRNA synthetase) – білок, який кодується однойменним геном, розташованим у людей на короткому плечі 14-ї хромосоми. Довжина поліпептидного ланцюга білка становить 471 амінокислот, а молекулярна маса — 53 165.
| 10         |  | 20         |  | 30         |  | 40         |  | 50         |
| ---------- |  | ---------- |  | ---------- |  | ---------- |  | ---------- |
| MPNSEPASLL |  | ELFNSIATQG |  | ELVRSLKAGN |  | ASKDEIDSAV |  | KMLVSLKMSY |
| KAAAGEDYKA |  | DCPPGNPAPT |  | SNHGPDATEA |  | EEDFVDPWTV |  | QTSSAKGIDY |
| DKLIVRFGSS |  | KIDKELINRI |  | ERATGQRPHH |  | FLRRGIFFSH |  | RDMNQVLDAY |
| ENKKPFYLYT |  | GRGPSSEAMH |  | VGHLIPFIFT |  | KWLQDVFNVP |  | LVIQMTDDEK |
| YLWKDLTLDQ |  | AYSYAVENAK |  | DIIACGFDIN |  | KTFIFSDLDY |  | MGMSSGFYKN |
| VVKIQKHVTF |  | NQVKGIFGFT |  | DSDCIGKISF |  | PAIQAAPSFS |  | NSFPQIFRDR |
| TDIQCLIPCA |  | IDQDPYFRMT |  | RDVAPRIGYP |  | KPALLHSTFF |  | PALQGAQTKM |
| SASDPNSSIF |  | LTDTAKQIKT |  | KVNKHAFSGG |  | RDTIEEHRQF |  | GGNCDVDVSF |
| MYLTFFLEDD |  | DKLEQIRKDY |  | TSGAMLTGEL |  | KKALIEVLQP |  | LIAEHQARRK |
| EVTDEIVKEF |  | MTPRKLSFDF |  | Q          |  |            |  |            |

A: Аланін

C: Цистеїн

D: Аспарагінова кислота

E: Глутамінова кислота

F: Фенілаланін

G: Гліцин

H: Гістидин

I: Ізолейцин

K: Лізин

L: Лейцин

M: Метіонін

N: Аспарагін

P: Пролін

Q: Глутамін

R: Аргінін

S: Серин

T: Треонін

V: Валін

W: Триптофан

Кодований геном білок за функціями належить до лігаз, аміноацил-тРНК-синтетаз, фосфопротеїнів. 
Задіяний у таких біологічних процесах, як біосинтез білків, ангіогенез, альтернативний сплайсинг. 
Білок має сайт для зв'язування з АТФ, нуклеотидами. 
Локалізований у цитоплазмі.